# Uczelnia badawcza (Polska)
Uczelnia badawcza – określenie stosowane w odniesieniu do uczelni funkcjonującej w Polsce, z którą minister nauki i szkolnictwa wyższego podpisał umowę w ramach programu „Inicjatywa doskonałości – uczelnia badawcza”, prowadzonego w oparciu o ustawę z dnia 20 lipca 2018 r. – Prawo o szkolnictwie wyższym i nauce.

## Procedura wyboru uczelni
Program „Inicjatywa doskonałości – uczelnia badawcza” realizowany jest w celu podniesienia międzynarodowego znaczenia działalności polskich uczelni. Minister szkolnictwa wyższego i nauki ogłasza cyklicznie komunikat o konkursie, w ramach którego nie więcej niż 10 uczelni akademickich może otrzymać dodatkowe środki finansowe na swoją działalność.
Środki finansowe otrzymywane w danym roku przez uczelnię w ramach konkursu stanowią zwiększenie subwencji ze środków, przyznanej w roku, w którym został ogłoszony konkurs. Kwota zwiększenia nie może być mniejsza niż 10% tej subwencji, ustalonej na podstawie stosowanych algorytmów. Środki finansowe są wypłacane uczelni przez okres 6 lat.
Do konkursu w ramach programu „Inicjatywa doskonałości – uczelnia badawcza” może przystąpić uczelnia akademicka, która:
- prowadzi działalność naukową w co najmniej 6 dyscyplinach, w których przeprowadzona została ewaluacja jakości działalności naukowej, i posiada kategorię naukową A+ albo A w co najmniej połowie tych dyscyplin,
- nie posiada kategorii naukowej B ani C,
- prowadzi szkołę doktorską,
- nie posiada negatywnej oceny programowej,
- nie jest stroną umowy w programie[3].

Wniosek ocenia międzynarodowy zespół ekspertów powołanych przez ministra, posiadających znaczący dorobek naukowy lub artystyczny. Kandydatów na członków zespołu może zgłosić Rada Doskonałości Naukowej, Rada Główna Nauki i Szkolnictwa Wyższego, Konferencja Rektorów Akademickich Szkół Polskich, Komitet Polityki Naukowej, rada Narodowego Centrum Badań i Rozwoju, rada Narodowego Centrum Nauki oraz ogólnokrajowe stowarzyszenia naukowe. Wynik oceny wniosku może być pozytywny albo negatywny. Zespół ekspertów sporządza raport zawierający ocenę wraz z uzasadnieniem lub rekomendacje dotyczące zmiany planu, a także listę rankingową wniosków ocenionych pozytywnie. Minister szkolnictwa wyższego i nauki, biorąc pod uwagę listę rankingową wniosków, zawiera umowę z daną uczelnią.

## Lista uczelni
Pierwsza lista uczelni badawczych została ogłoszona 30 października 2019. Znalazły się na niej następujące uczelnie:
- Gdańsk: Politechnika Gdańska, Gdański Uniwersytet Medyczny
- Gliwice: Politechnika Śląska
- Kraków: Uniwersytet Jagielloński, Akademia Górniczo-Hutnicza im. Stanisława Staszica w Krakowie
- Poznań: Uniwersytet im. Adama Mickiewicza w Poznaniu
- Toruń: Uniwersytet Mikołaja Kopernika w Toruniu
- Warszawa: Uniwersytet Warszawski, Politechnika Warszawska
- Wrocław: Uniwersytet Wrocławski